# Urnersee
Der Urnersee ist ein Teil des Vierwaldstättersees in den Kantonen Uri und Schwyz.

## Lage
Für Ausdehnung und Lage markante Orte sind Brunnen im Norden und Flüelen im Süden. Der ca. 12 km lange Seeteil ist 26,8 km² gross und hat eine mittlere Tiefe von 133 m sowie eine maximale von 200 m. Dank dem milden Klima gedeihen an den Ufern Hanfpalmen, Feigen, Edelkastanien und andere mediterrane Pflanzen.
Gewaltige Berge ragen zu beiden Seiten aus dem Wasser und erinnern an einen norwegischen Fjord. Das Rütli liegt am Westufer seines nördlichen Teils. Dort beginnt der Weg der Schweiz. In seiner Nähe ragt der Schillerstein aus dem Wasser. Das Ostufer ist geprägt durch die Axenstrasse, an der die Tellskapelle liegt.
Der Urnersee ist wegen des Föhns und der im Sommer wehenden thermischen Winde für Windsurfer geeignet.

## Flachwasserzonen
Mit dem Kies aus dem Ausbruch des Umfahrungstunnels Flüelen und des Gotthard-Basistunnels (Bauphase bis 2010) wurden wieder Flachwasserzonen angelegt, die durch den Kiesabbau verschwunden waren. Es entstanden auch einige Inseln, die Neptun-Inseln und die Inselgruppe Lorelei. Einige der Inseln sind Vogelschutzgebiet. Im Oktober 2024 begannen erneut über mehrere Jahre andauernde Schüttungen, wobei Material vom Bau der zweiten Gotthardröhre sowie vom Bau der Neuen Axenstrasse verwendet wird.

## Schiffsverkehr
Auf dem Seeteil verkehren die Schiffe der Schifffahrtsgesellschaft des Vierwaldstättersees (SGV) im Linienverkehr (Kurse) auf der Hauptlinie Luzern–Brunnen–Flüelen durch den See von Nord bis zum Seeanfang im Süden an diesen Schiffstationen:
- Aus der Bucht von Gersau: von / nach Brunnen SGV
- Westufer: Seedorf, Isleten-Isenthal, Bauen, Rütli
- Ostufer: Sisikon, Tellsplatte, Flüelen

## Trivia
Nach dem Urnersee wurde 1977 das angebliche Seeungeheuer Urnie (in Anlehnung an Nessie) benannt. Tatsächlich war Urnie jedoch eine für die Fernsehsendung Teleboy hergestellte Attrappe.